# لیرابی (لردگان)
لیرابی، روستایی از توابع بخش مرکزی شهرستان لردگان در استان چهارمحال و بختیاری است.

## جمعیت
این روستا در دهستان میلاس قرار دارد و براساس سرشماری مرکز آمار ایران در سال ۱۳۸۵، جمعیت آن ۳۰۴ نفر (۵۵خانوار) بوده‌است.